# Schloss Sorg

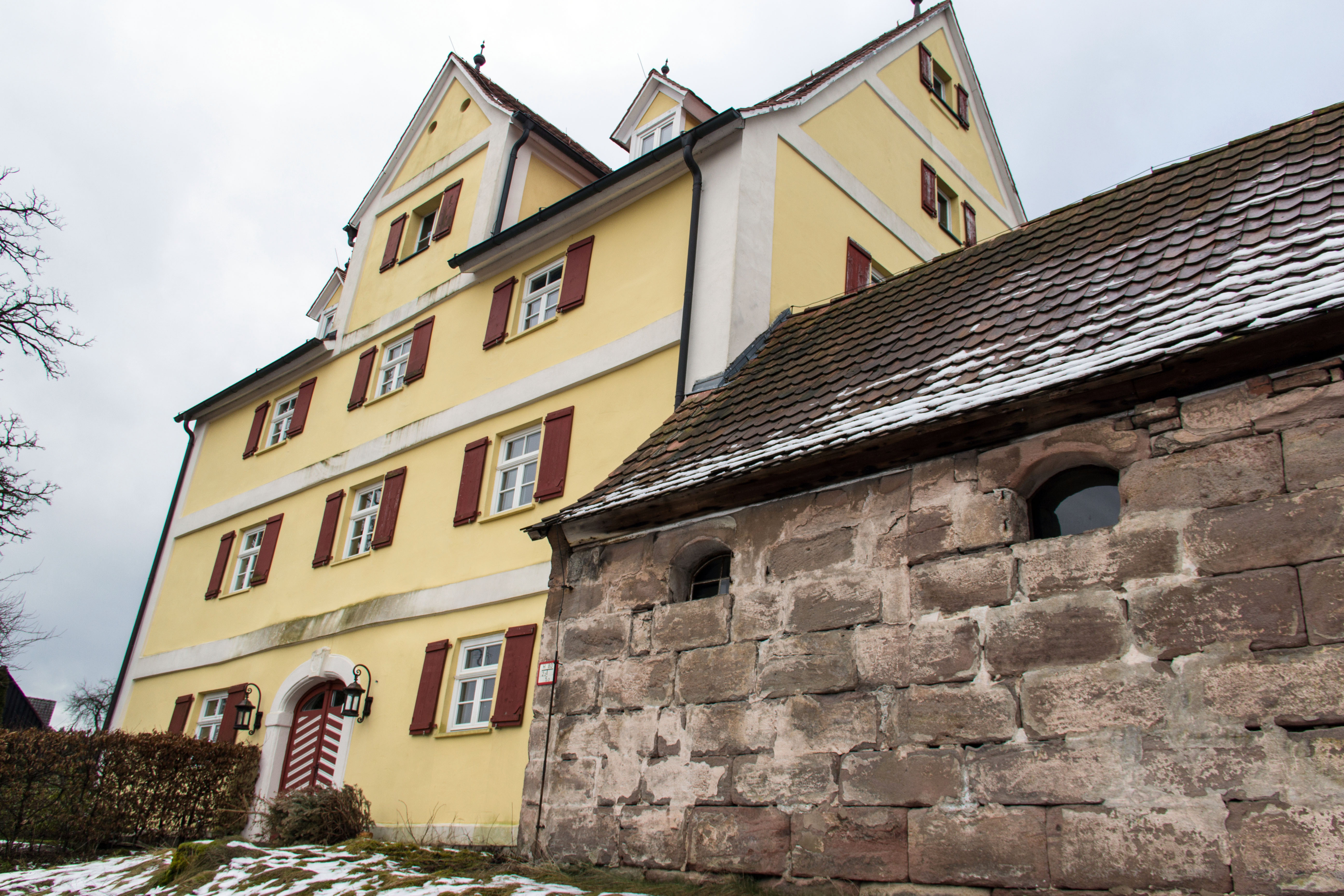
Schloss Sorg

Das Schloss Sorg ist ein Schloss in Wendelstein-Sorg im Landkreis Roth (Mittelfranken, Bayern).

## Geschichte
Am 7. November 1347 wird der Ort erstmals urkundlich erwähnt, als Sorg im Rahmen eines Reichslehens des späteren Kaisers Karl IV. an Heinrich von Kornburg (auch: von Kurenberg, de Chvrenburc) fiel. Schloss Sorg wurde um 1660 durch den österreichischen Exulanten Franz von Schwab auf Lichtenberg erbaut und im 18. Jahrhundert erneuert. 1853 kaufte Johann Michael Scheuerlein, Bauer und Holzhändler, das Anwesen und nutzte es als Bauernhof. Noch heute befindet es sich im Eigentum dieser Familie.

## Baubeschreibung
Das Schloss ist ein Baudenkmal (Nr. D-5-76-151-154) und in der Liste der Baudenkmäler in Wendelstein (Mittelfranken) folgendermaßen beschrieben:
Schloss Sorg: dreigeschossige Anlage, um 1660 durch den österreichischen Exulanten Franz von Schwab auf Lichtenberg erbaut, im 18. Jahrhundert erneuert.